# محمد توفيق غوكسو
محمد توفيق غوكسو (بالتركية: Mehmet Tevfik Goksu)‏ (من مواليد 1966 ؛ جولباشي، أديامان) هو سياسي تركي من حزب العدالة والتنمية وعضو في بلدية إسطنبول ورئيس بلدية إيسينلار في تركيا 

## الحياة الشخصية
ولد محمد توفيق عام 1966 في مدينة أديامان في تركيا، وأكمل دراسته الابتدائية في مدينته والمدرسة الثانوية في مدارس الإمام خطيب في إسطنبول. تخرج من جامعة يلدز التقنية قسم هندسة المساحة عام 1990. 
وحصل على درجة الماجستير في جامعة اسطنبول في كلية الاقتصاد قسم اقتصاديات العمل والعلاقات الصناعية. كما أكمل دراسة الدكتوراه في جامعة ساكاريا، قسم علم الاجتماع.

## الحياة السياسية
بدأ محمد السياسة النشطة في سن مبكرة واستمر طوال حياته، وشغل منصب نائب رئيس مقاطعة إسطنبول لحزب الرفاهية وحزب الفضيلة وأيضًا شغل منصب رئيس المؤسسة الوطنية للشباب في إسطنبول ومنطقة مرمرة.
وتم ترشيحه كمرشح لرئاسة البلدية من حزب العدالة والتنمية في 30 مارس 2014 الانتخابات المحلية، وأعيد انتخابه كرئيس لبلدية إيسينلار بنسبة 62.7٪ من الأصوات. وفي الانتخابات المحلية في 31 آذار / مارس 2019، انتخب رئيساً للمرة الثالثة بنسبة 65.48٪ من الأصوات. ويشغل حاليا منصب رئيس بلدية إيسينلار ونائب رئيس مجموعة حزب العدالة والتنمية في مجلس بلدية إسطنبول. 